# Březová (district de Sokolov)
Pour les articles homonymes, voir Březová.
Březová (en allemand : Prösau) est une ville du district de Sokolov, dans la région de Karlovy Vary, en République tchèque. Sa population s'élevait à 2 604 habitants en 2024.

## Géographie
Březová se trouve à 4 km au sud du centre de Sokolov, à 19 km au sud-ouest de Karlovy Vary et à 129 km à l'est de Prague.
La commune est limitée par Sokolov et Dolní Rychnov au nord, par Rovná à l'est, par Lázně Kynžvart et Dolní Žandov au sud, par Milíkov, Kynšperk nad Ohří et Šabina à l'ouest, et par Citice au nord-ouest.

## Histoire
La première mention écrite de la localité date de 1353.

## Galerie

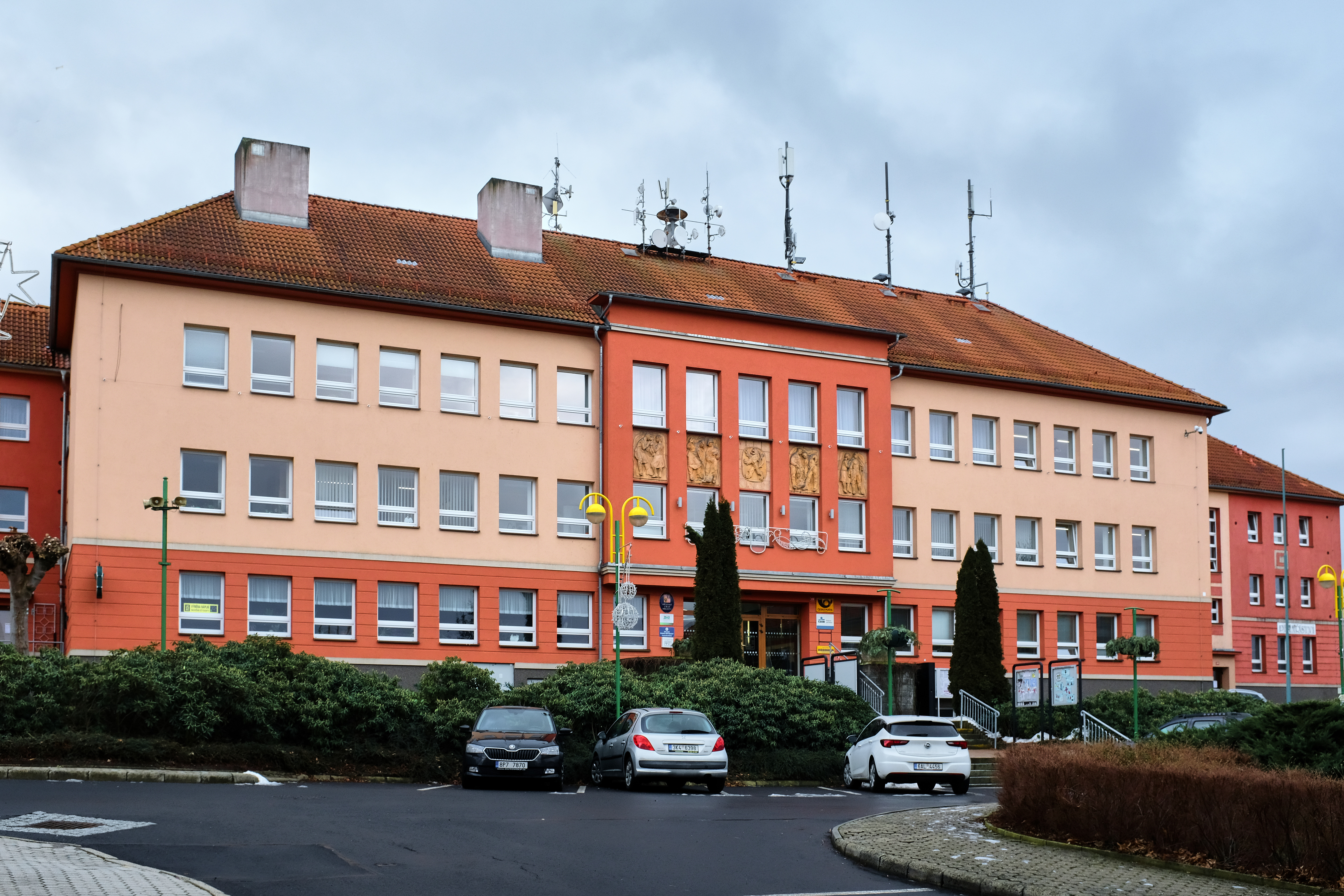
Březová : hôtel de ville.
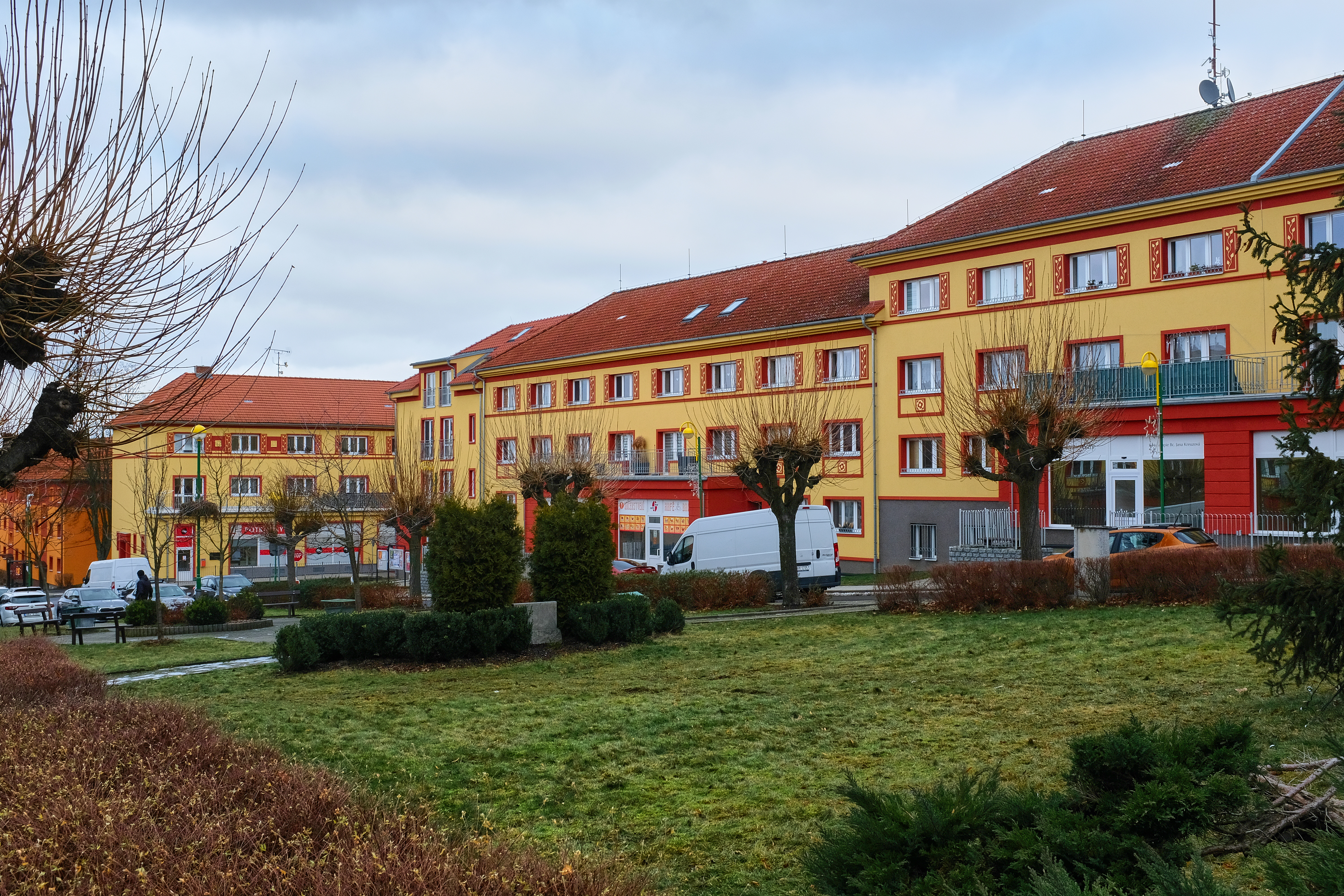
Březová : place de la Paix.

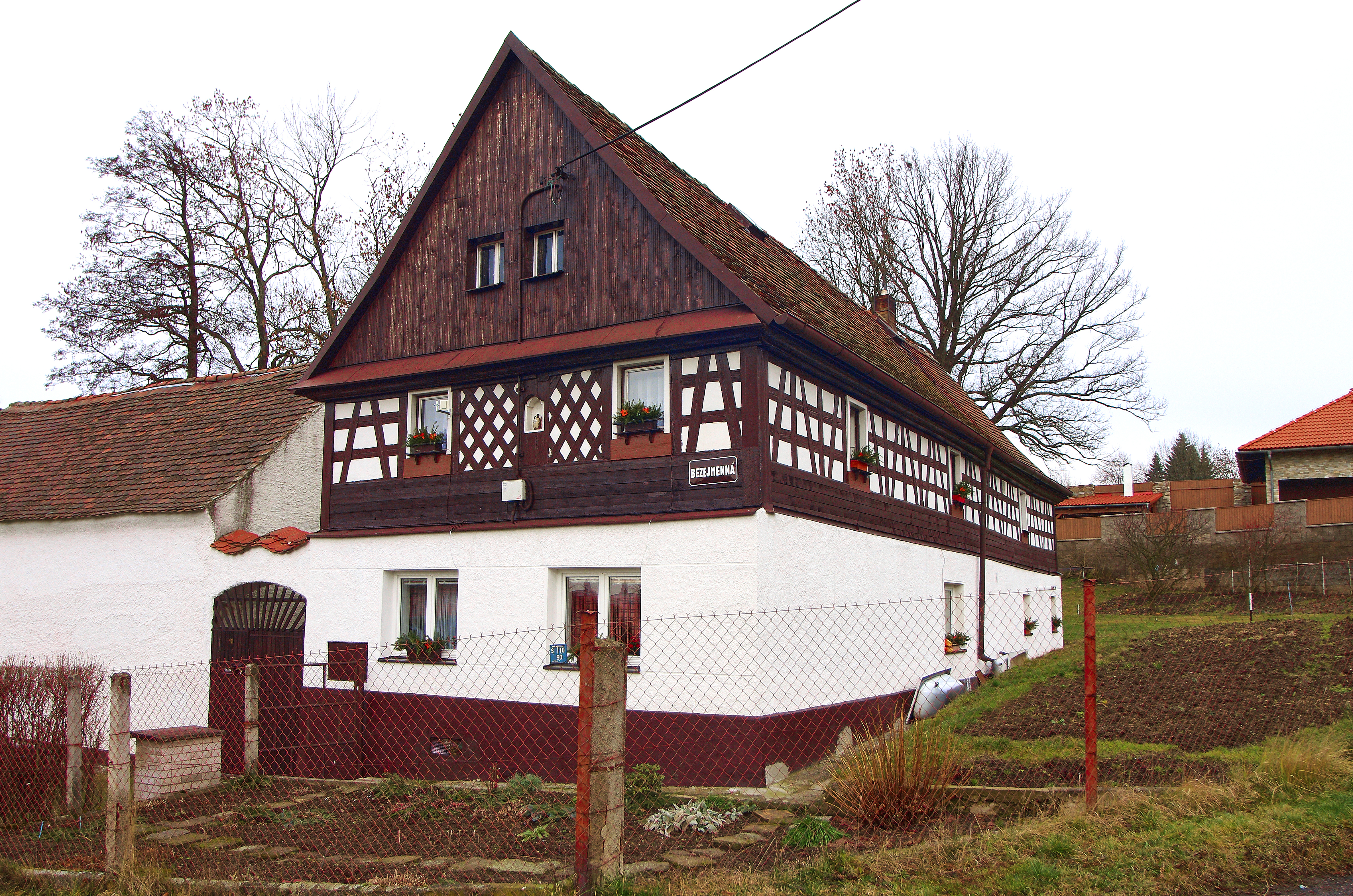
Architecture traditionnelle.
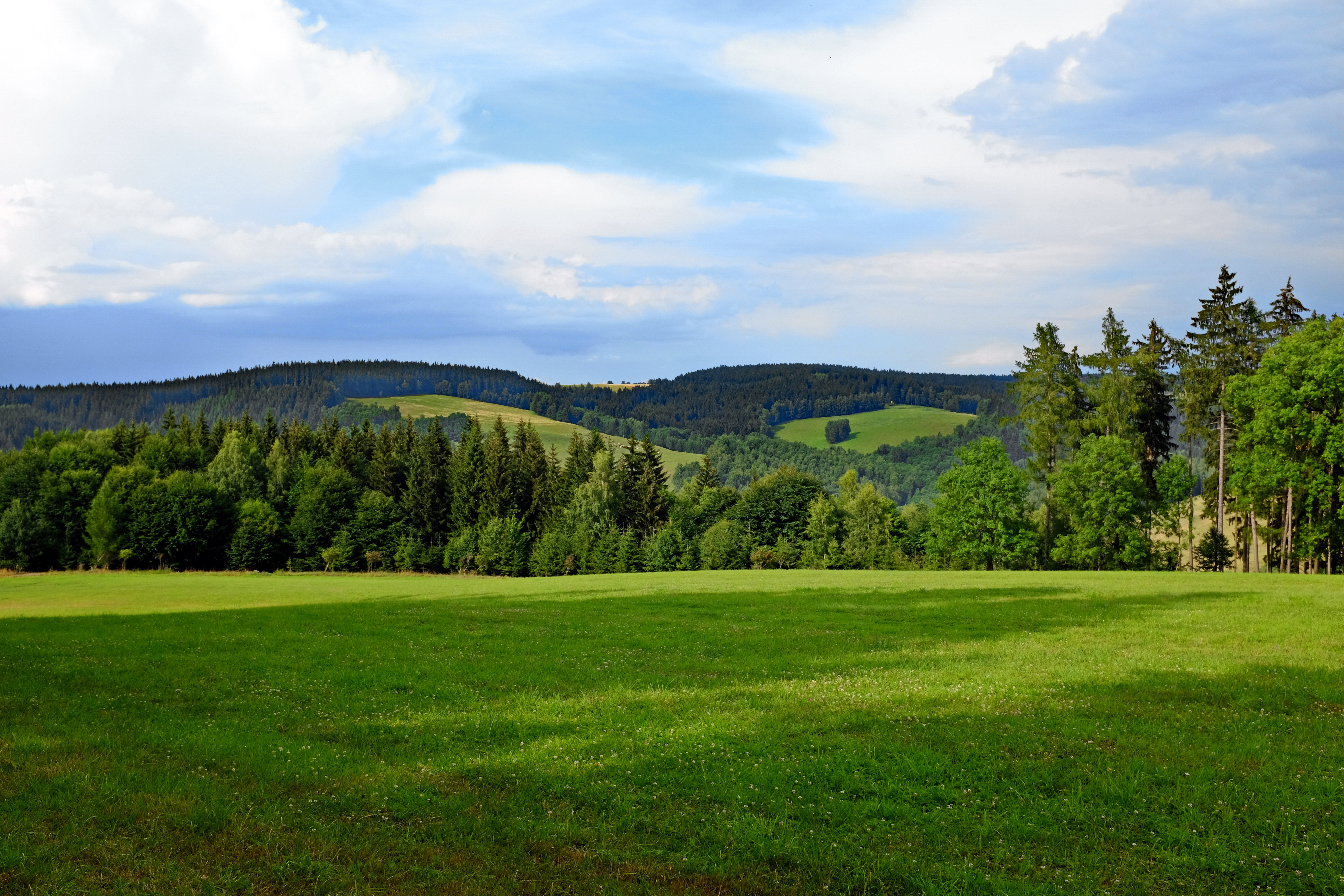
Mont Vašíček (684 )m.

## Transports
Par la route, Březová se trouve à 4,7 km du centre de Sokolov, à 21,5 km de Karlovy Vary et à 149 km de Prague.